# Katernberger Vereinshaus

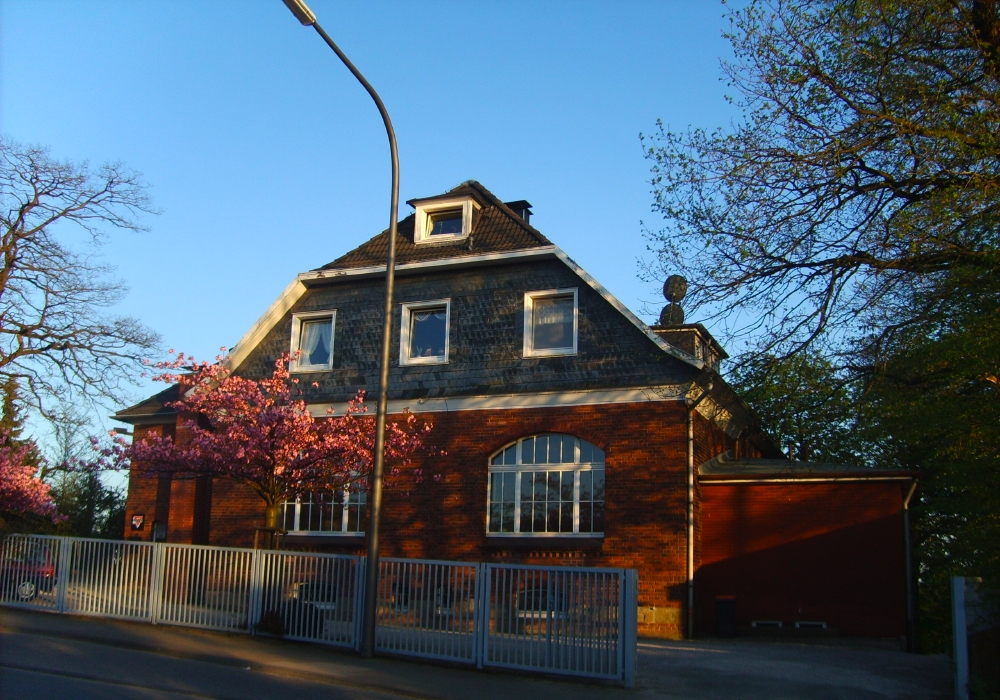
Katernberger Vereinshaus

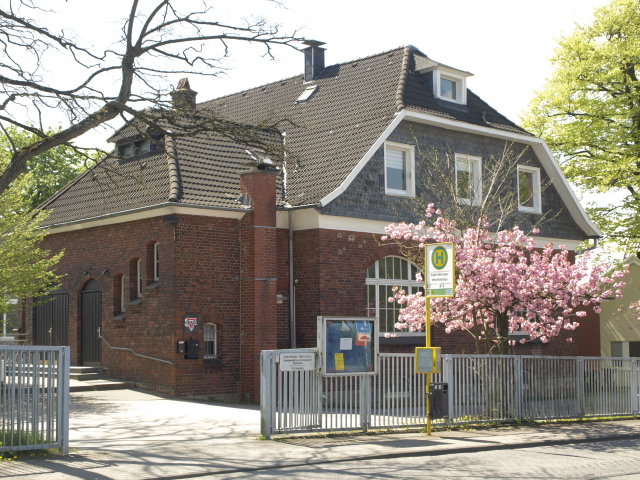
Ansicht von Osten

Das 1903 errichtete Katernberger Vereinshaus im Wuppertaler Stadtteil Katernberg ist Gottesdienststätte der Evangelischen Kirchengemeinde Elberfeld-Nord.

## Geschichte
Die rege Tätigkeit der diversen Vereine am Katernberg schuf bei den Katernbergern Mitte des 19. Jahrhunderts den Wunsch nach einem eigenen Versammlungs- und Gemeindehaus. Bis dahin trafen sich die zahlreichen Vereine zumeist in der 1859 errichteten evangelischen Volksschule am Katernberger Schulweg, der Posaunenchor in einer der zahlreichen Wirtschaften. Betreut wurde der evangelische Gemeindebezirk Katernberg durch Dr. Wilhelm Busch, damals Pfarrer am Hombücheler Versammlungshaus in Elberfeld, der späteren Lutherkirche. Er griff den Wunsch der Vereine nach einem eigenen Versammlungshaus auf und wollte ihn mit Hilfe der Gemeinde in Form eines evangelischen Gemeindehauses verwirklichen. Der Beschluss zum Bau des Hauses wurde am 8. Mai 1903 gefasst, ein Kredit wurde im Juli aufgenommen. Das neu gegründete Komitee des Evangelischen Vereinshauses Katernberg startete einen Spendenaufruf am Katernberg und in der Elberfelder Gemeinde. Im Spendenaufruf wurde betont, dass das neue Gebäude zunächst den Katernberger Vereinen und reformierter wie lutherischer Gemeinde gleichwohl als Bibel- und Missionshaus zur Verfügung stehen sollte. Begründet wurde unter anderem auch mit der im Sommer stets überfüllten Kapelle im Elendstal, welche durch das Vereinshaus entlastet werden sollte. Als Bauherrin trat formell die Rheinische Missionsgesellschaft auf und wurde als Eigentümerin im Grundbuch vermerkt.
Das neue Vereinshaus konnte am 15. April 1904 feierlich eingeweiht werden. Aufgrund der bewusst niedrigen Baukosten war das Gebäude in seiner räumlichen Struktur noch unausgereift, so befanden sich die Toiletten in ungünstiger Lage direkt neben der Wasserpumpe und die häufigen Zusammentreffen der Vereine in den Vereinszimmern erwiesen sich mangels jeglicher Schalldämmungen als außerordentlich störend. Dennoch erfreute sich das Vereinshaus hoher Beliebtheit bei Vereinen wie Besuchern der Bibelstunden der beiden Gemeinden, auch wurden immer häufiger Kindergruppen im Rahmen sommerlicher Ausflüge dort einquartiert. 1941 wird im Gemeindevorstand erstmals über den Verkauf des Hauses von der Rheinischen Missionsgesellschaft an den gemeindlichen Verein Katernberger Vereinshaus beraten (5⁄11 des Eigentumes waren der Mission anerkannt, 6⁄11 dem Verein). Der Verkauf wurde angedacht in Sorge um mögliche behördliche Übergriffe auf das Gemeindeleben am Katernberg, welche durch einen Verkauf des Hauses unwahrscheinlicher wären, allerdings befürchtete Pastor Hesse durch Rückzug der Mission eine Gefährdung der Belange der Bekennenden Kirche im Katernberger Gemeindeleben. Man einigte sich auf den Verkauf an beide Kirchengemeinden zu gleichen Teilen, welcher aber aufgrund Ablehnung des Regierungspräsidenten 1943 nicht zustande kam. Gegen Kriegsende wurde das Vereinshaus zur Unterbringung Ausgebombter genutzt, konnte ab April 1945 wieder genutzt werden. Hier zeigte sich die jahrelange Vernachlässigung des Gebäudes deutlich, sodass es bis 1949 notdürftig instand gesetzt wurde.
Am 25. Mai 1959 wurde das Haus zu einem Kaufpreis von 12.000 Mark von der Rheinischen Missionsgesellschaft der Reformierten Gemeinde Elberfeld übereignet, welche es 1974 umfangreich sanieren ließ. seither wurden regelmäßige Sonntagsgottesdienste der Gemeinde im Vereinshaus abgehalten, wohingegen die lutherische Gemeinde bereits seit 1954 in der Auferstehungskirche Gottesdienste am Katernberg abhielt. 1981 folgte die Vereinigung der Reformierten Gemeinde Elberfeld-Nord mit der Lutherischen Auferstehungsgemeinde zur Evangelischen Kirchengemeinde Elberfeld-Nord, wobei trotz der geringen Entfernung zur Auferstehungskirche beide Gottesdienststätten bis heute erhalten blieben; Gottesdienste finden meist monatlich statt, in unregelmäßigem Wechsel mit dem Gemeindezentrum Eckbusch. Neben reger Aktivität diverser Gemeindekreise beherbergt das Vereinshaus auch den CVJM Katernberg.

## Baubeschreibung
Das ursprünglich in weitgehend unbebauter Nachbarschaft errichtete Gebäude befindet sich heute in einem locker bebauten Wohngebiet von mehreren Einfamilienhäusern und bildet damit einen Mittelpunkt für das Wohngebiet am nördlichen Katernberg. Das zu einem großen Teil dem Heimatstil verpflichtete Gebäude wurde vollständig aus glasiertem Backstein erbaut und zeigt sich oberhalb des Erdgeschosses vollständig verschiefert. Der zwanzig Meter lange rechteckige Kirchsaal des Gebäudes ist nach Süden ausgerichtet und schließt mit einer kleinen Apsis ab. Der in einen großen und kleinen Saal teilbare Kirchsaal bietet bei voller Auslastung 400 Personen Platz. Unterbrochen wird die Symmetrie des rechteckigen Gebäudes von einem abgesetzten Eingangsbereich mit Treppe an der Ostseite sowie dem nachträglich angebauten Toilettentrakt an der Westseite. Über der mehrere Gemeinde- und Vereinsräume beherbergenden ersten Etage befindet sich ein Dachgeschoss, welches mit einem Schopfwalmdach abschließt. Gegliedert werden die Seiten des Kirchsaals von jeweils drei breiten Rundbogenfenstern, welche zusammen mit den hellen Stühlen und den bunt verglasten Apsisfenstern einen besonders hellen und freundlichen Eindruck im Innenraum schaffen.

### Orgel
Im Saal des Katernberger Vereinshauses befindet sich seit 1987 ein einmanualiges Positiv mit vier Registern und angehängtem Pedal. Es wurde 1956 von Alfred Führer für das Evangelische Gemeindehaus Guericketreppe an der Steinbeck angefertigt und ersetzte nach dem Kauf durch die Gemeinde Elberfeld-Nord ein Elektronium, genauer eine Dr.-Böhm-Orgel. Bevor dieses 1958 im Vereinshaus aufgestellt wurde, musste auf diverse andere Instrumente zurückgegriffen werden; so heißt es von Chorleiter Otto Bahrmann, dass dieser zu jeder Chorprobe sein eigenes Harmonium wöchentlich auf dem Rücken zum Vereinshaus transportierte.